# Непознатият
„Непознатият“ (на корейски: 아저씨) е южнокорейски филм от 2010 година, екшън трилър на режисьора Ли Чонг Пом по негов собствен сценарий.
В центъра на сюжета е млад мъж, който живее уединено като съдържател на заложна къща, след като се е оттеглил от тайните служби, но е въвлечен в конфликт с организирани престъпни групи и с полицията, след като живеещо в съседство дете е отвлечено. Главните роли се изпълняват от Уон Бин, Тханайонг Уонгтракул, Ким Се Рон.